# Yoel Rodríguez Oterino
Yoel Rodríguez Oterino, eller endast Yoel, född 28 augusti 1988 i Vigo, Pontevedra (provins), Galicien, är en spansk fotbollsmålvakt som spelar för SD Eibar.